# USS Stargazer
U.S.S. Stargazer är ett fiktivt rymdskepp i TV-serien Star Trek. Det är ett skepp av Constellation-typ och var det första skepp som Jean-Luc Picard förde befäl över. Stargazer stötte vid ett tillfälle på ett okänt skepp som attackerade det. Picard använde sig av "picard-taktiken" för att förstöra det angripande skeppet. Stargazer blev dock svårt skadat i striden och övergavs. I Star Trek: The Next Generation får Picard tillbaka Stargazer i det skick han lämnade det i.